# Черницы (Ленинградская область)
Черницы — деревня в Большедворском сельском поселении Бокситогорского района Ленинградской области.

## История
БОЛЬШИЕ ЧЕРНИЦЫ — деревня Горушинского общества, прихода села Дыми. 

Крестьянских дворов — 5. Строений — 19, в том числе жилых — 7. Число жителей по семейным спискам 1879 г.: 13 м. п., 15 ж. п.

МАЛЫЕ ЧЕРНИЦЫ — деревня Горушинского общества, прихода села Дыми. 

Крестьянских дворов — 4. Строений — 6, в том числе жилых — 4. Число жителей по семейным спискам 1879 г.: 7 м. п., 11 ж. п.

В конце XIX века — начале XX века деревня административно относилась к Большедворской волости 3-го земского участка 1-го стана Тихвинского уезда Новгородской губернии.

БОЛЬШИЕ ЧЕРНИЦЫ — деревня Горушинского сельского общества, число дворов — 12, число домов — 8, число жителей: 26 м. п., 31 ж. п.;
 
Занятия жителей — земледелие, пасека, лесные заработки. Река Тихвинка. Часовня.
  
МАЛЫЕ ЧЕРНИЦЫ — деревня Горушинского сельского общества, число дворов — 5, число домов — 5, число жителей: 17 м. п., 29 ж. п.;
 
Занятия жителей — земледелие, пасека, лесные заработки. Река Тихвинка. (1910 год)

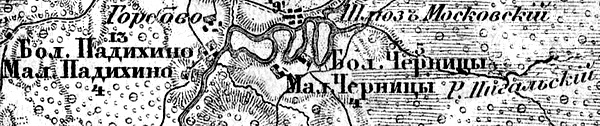
Деревня Черницы на карте 1913 года

Согласно карте Новгородской губернии 1913 года, деревня состояла из двух частей: Большие Черницы из 5 крестьянских дворов и Малые Черницы — из 4.
По данным 1933 года деревня Черницы входила в состав Борковского сельсовета Тихвинского района.
По данным 1966, 1973 и 1990 годов деревня Черницы входила в состав Большедворского сельсовета.
В 1997 году в деревне Черницы Большедворской волости проживали 27 человек, в 2002 году — 34 человека (русские — 91 %). 
В 2007 году в деревне Черницы Большедворского СП проживали 22 человека, в 2010 году — 17.

## География
Находится в северо-западной части района на автодороге 41К-283 (подъезд к дер. Борки).
Расстояние до административного центра поселения — 9 км.
Расстояние до ближайшей железнодорожной станции Большой Двор — 6 км.
Деревня находится на левом берегу реки Тихвинка.

## Демография
| 1997 | 2002 | 2007 | 2010 | 2017 |
| ---- | ---- | ---- | ---- | ---- |
| 27   | ↗34  | ↘22  | ↘17  | ↗23  |